# Jan Lauwers (architect)
Jean-Baptiste Jozef (Jan) Lauwers (Mechelen, 19 maart 1898 – aldaar, 1 januari 1988) was een Belgisch architect.

## Biografie
Jan Lauwers was een modernist van het eerste uur die was opgeleid aan de Mechelse Academie. Zijn vader was een aannemer en zijn grootvader werkte ooit nog als metselaar op de werf van het Brusselse justitiepaleis. Jan Lauwers ontwierp woningen, winkels en schoolgebouwen, allen in een baksteenmodernisme. De Nederlandse architect Willem Marinus Dudok beïnvloedde zijn werk, dat elementen bevatte van art deco en de nieuwe zakelijkheid, die tijdens het Interbellum sterk in trek waren. Hierdoor werd hem in 1934 de Prix de Rome toegekend. Naar aanleiding van deze prijs, verscheen in het gezagwekkende tijdschrift 'Bâtir' een artikel waarin zijn houding tegenover de 'functionaliteit' werd geprezen.
Tussen 1951 en 1966 was hij directeur aan het Hoger Instituut voor Architectuur en Stedenbouw in Antwerpen.

## Gebouwen in Mechelen
Dubbelwoning – IJzerenleen 2-4 (1930)
Woning – Brusselsesteenweg 416 (1929)
Hoekwoning – Willem Geetsstraat 49-51 (1932 – 1935)
Tuinbouwschool – Antwerpsesteenweg (1927 tot 1930)
Klassenvleugel – Technische Scholen Mechelen – Jef Denynplein
Labo brouwerij Lamot – Hoek Adegemstraat en Zwaanstraat

## Glasramen
Ook tekende Jan Lauwers voor de glasramenpartij in de Onze-Lieve-Vrouw-over-de-Dijlekerk in Mechelen (1962 tot 1968).